# Zygfryd von Walbeck
Zygfryd von Walbeck (zm. 15 marca 990) – możnowładca niemiecki, żyjący w czasach cesarza Ottona I Wielkiego. Posiadał tytuł hrabiowski, był ojcem słynnego kronikarza i biskupa merseburskiego Thietmara z Merseburga. Wspomagał margrabiego Hodona w bitwie pod Cedynią w 972. W roku 990 był członkiem posiłków niemieckich wspierających Mieszka I w wyprawie przeciw Czechom.